# Polycycnis barbata
Polycycnis barbata là một loài thực vật có hoa trong họ Lan. Loài này được (Lindl.) Rchb.f. miêu tả khoa học đầu tiên năm 1855.

## Hình ảnh

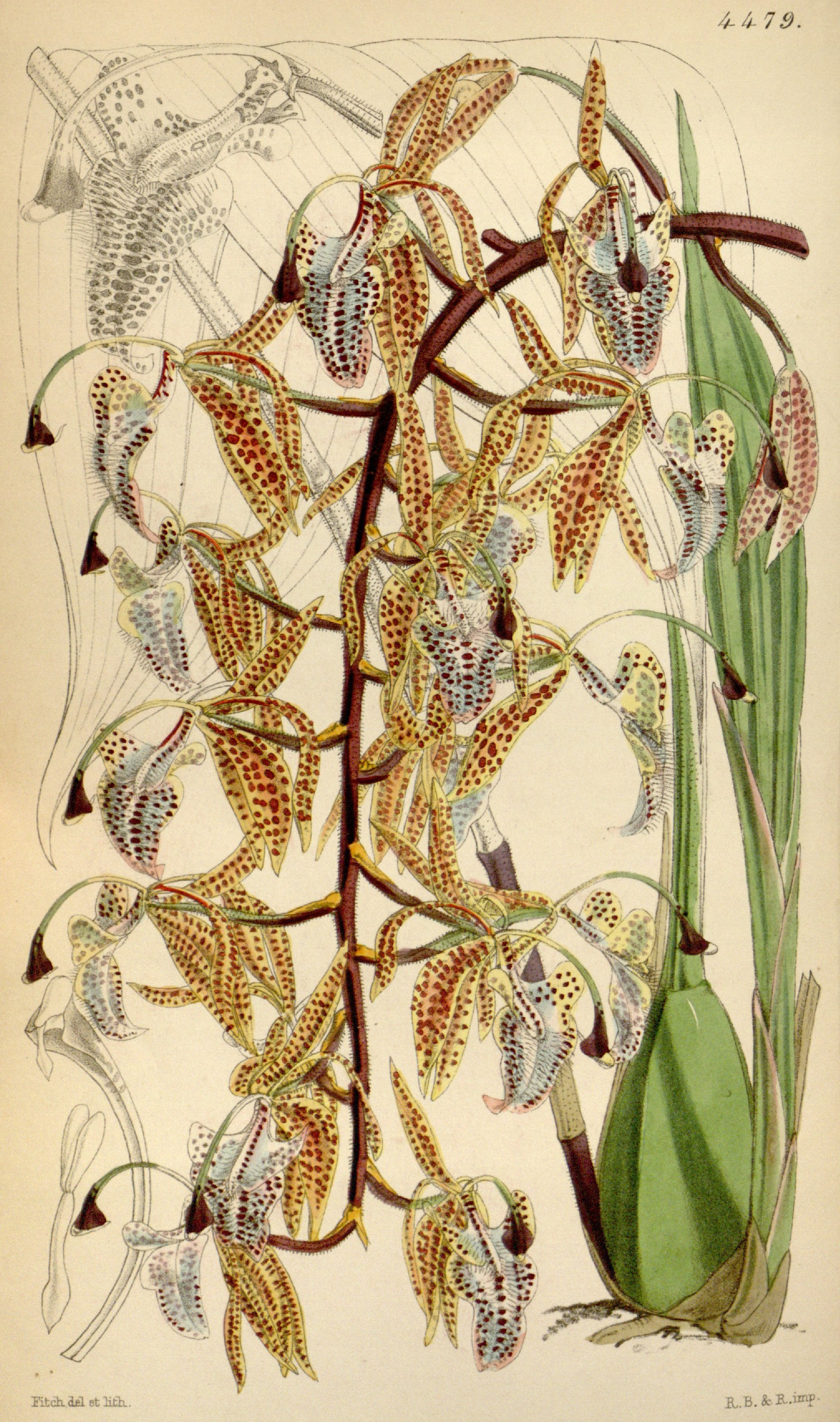